# Harald Seubert
Harald Seubert (* 12. Mai 1967 in Nürnberg) ist ein deutscher Philosoph, evangelischer Theologe und Hochschullehrer.

## Werdegang
Harald Seubert studierte Philosophie, Geschichte, Literaturwissenschaft, Gesellschafts- und Sozialwissenschaften und evangelische Theologie in Erlangen, München, Würzburg, Frankfurt am Main, Tübingen und Wien. Von 1992 bis 1999 war er Lehrbeauftragter für Religionsphilosophie an der Evangelisch-Theologischen Fakultät der Universität Erlangen-Nürnberg. In den Jahren 1993 bis 1999 war er an derselben Universität zugleich Lehrbeauftragter für Neuere Literaturwissenschaften. Im März 1998 erfolgte dort die Promotion mit einer Dissertation über Martin Heidegger. 1998 wurde Seubert Lehrbeauftragter für Philosophie an der Martin-Luther-Universität Halle-Wittenberg, von 1999 bis 2004 wissenschaftlicher Assistent bei Manfred Riedel. Im Sommer 2002 wurde seine Habilitationsschrift Polis und Nomos. Untersuchungen zu Platons Rechtslehre angenommen. Von 2003 bis 2009 lehrte er als Privatdozent an der Universität Halle-Wittenberg. Seit 2009 war er nach Umhabilitation Privatdozent für Philosophie an der Otto-Friedrich-Universität Bamberg bis zum 1. April 2013.
Neben seinen Privatdozenturen war Seubert zwischen 2005 und 2012 in verschiedenen Zeitabschnitten an der polnischen Adam-Mickiewicz-Universität Posen (UAM) tätig. Im Sommersemester 2005 nahm er dort über den Deutschen Akademischen Austauschdienst (DAAD) eine Kurzzeitdozentur wahr. Vom 1. Oktober 2006 bis 30. Juni 2010 war er an der UAM vertraglich als „Extraordinarius“ (poln.: „profesor nadzwyczajny“) bedienstet. Dabei war er dem Fremdsprachenkolleg (Kolegium Języków Obcych UAM) zugeordnet und lehrte Philosophie und Geistesgeschichte. Daran schloss sich vom 2. August 2010 bis 31. August 2012 eine Beschäftigung als Gastprofessor (poln.: profesor wizytujacy) in der deutschen Sektion des Fremdsprachenkollegs (Kolegium Języków Obcych) der UAM an. Dort lehrte er Methoden der Literaturwissenschaft, Literatur- und Kulturgeschichte.
Zwischenzeitlich war er von 2006 bis 2010 Lehrbeauftragter für Philosophie, insbesondere Religionsphilosophie, an der Universität Erlangen-Nürnberg. Seit 2010 ist er Mitglied des Lehrkörpers der Hochschule für Politik München und dort Lehrbeauftragter. Von 2010 bis 2013 war er zusätzlich als Lehrbeauftragter an der Ludwig-Maximilian-Universität München tätig und dort dem Guardini-Lehrstuhl zugeordnet.
Die umfangreiche Privatbibliothek Günter Rohrmosers, die er nach dessen Tod 2008 geerbt hatte, übergab er der Bibliothek des Konservatismus.
Von 2010 bis 2014 war Seubert als Nachfolger von Wolfgang Stribrny Präsident des Vereins Preußeninstitut e. V. Zollernkreis. Sein Nachfolger ist der bisherige Vorsitzende Rolf Sauerzapf. 2011 wurde Seubert Präsident des Studienzentrums Weikersheim. Dieses Amt legte er 2016 im inhaltlichen Dissens mit sofortiger Wirkung nieder. In der Folge veröffentlichte Seubert das Buch Der Frühling des Missvergnügens (2018), in dem er die Neue Rechte analysiert und sich deutlich von den Zielsetzungen und Protagonisten der Bewegung distanziert.
Seit September 2012 ist Seubert Ordentlicher Professor für Philosophie und Religionswissenschaft und Fachbereichsleiter für Philosophie, Missions- und Religionswissenschaften an der als universitäre Institution staatlich anerkannten Staatsunabhängigen Theologischen Hochschule Basel.
Seit Juni 2016 ist Seubert Vorsitzender des Vorstands der Martin-Heidegger-Gesellschaft. Mit der Berufung eines renommiert besetzten internationalen Beirats ist es ihm gelungen das Umfeld der Heidegger-Forschung zu erweitern. Bei den von ihm veranstalteten Tagungen, Initiativen und Kongressbänden in der Gesellschaft geht es Seubert in enger Kooperation mit Manuela Massa einerseits um die Förderung des internationalen Nachwuchses der Heidegger-Forschung, andrerseits darum, diese in das Gesamtfeld der Phänomenologie einzuführen.
Zudem ist Seubert gemeinsam mit Harald Haarmann und der Künstlerin LABGC Mitglied der Akademie „Los altros“ und neben R.Knodt, F.Boubia und Tanja Kinkel der Ostwest-Akademie, Nürnberg, Berlin.
Von September 2017 bis Januar 2023 lehrte er als apl. Professor für Philosophiegeschichte an der Freien Theologischen Hochschule Gießen.
Er ist u. a. Vertrauensdozent der Hanns Seidel-Stiftung und Mitglied der Gesellschaft zur Erforschung der Geschichte des politischen Denkens. Neben der akademischen Tätigkeit hält Seubert auch zahlreiche Vorträge im öffentlichen Raum.

## Denken
Seuberts historische Schwerpunkte in Forschung und Lehre sind die antike Philosophie (vor allem Platon), die spekulative Metaphysik und Mystik des Mittelalters (Meister Eckhart und Nikolaus von Kues), der deutsche Idealismus (Kant, Hegel, Schelling, Fichte) und die Philosophie der Moderne seit Nietzsche, Husserl und Heidegger. Ein besonderer inhaltlicher Schwerpunkt liegt u. a. auf Fragen der Interkulturellen Philosophie. Von grundlegender Bedeutung ist hierzu seine Weltphilosophie. Weltphilosophie. Ein Entwurf ist gleichzeitig der Auftaktband der von Seubert herausgegebenen Reihe Philosophie der Interkulturalität. Den Verbindungen von Glaube und Vernunft, Weltreligionen und Kulturen geht er in seiner religionsphilosophischen Monographie Zwischen Religion und Vernunft im Einzelnen nach.
Seine philosophische Programmatik legt er in dem Buch Philosophie. Was sie ist und sein kann dar: Seubert verbindet dabei Systematik und Ideengeschichte eng, die einander wechselseitig beleuchten sollen. Innovation sei nur möglich, wenn Philosophie auch komplexe Denkformen, die vertreten wurden, kennt, prüft und weiter tradiert. Seubert votiert dafür, die Philosophie nicht nur im Verhältnis zur Wissenschaft, sondern auch zu Religion, Literatur und Kunst zu thematisieren. In seinem eigenen Werk verfolgte er dieses Anliegen bislang für die Ästhetik und die Politische Philosophie.
Seine politische Philosophie ist in dem 73-stündigen Audio-Buch Politische Philosophie. Von der Antike bis zur Gegenwart dokumentiert, die mehrsemestrige Vorlesungen an der Hochschule für Politik in München dokumentieren.
In seiner Ästhetik – Die Frage nach dem Schönen verbindet Seubert Querschnitte durch Kunstphilosophie und Metaphysik des Schönen von Platon bis in die Post- und Hypermoderne mit phänomenologischen Einkreisungen von Kunstphänomenen. Dabei geht es ihm darum, Literatur, bildende Kunst und Musik in vergleichende synoptische Perspektiven zu bringen.
In der Buchfassung seiner Politischen Philosophie Gesicherte Freiheiten (2015) spielt die Balancierung zwischen Freiheit und Sicherheit eine zentrale Rolle. Politische Philosophie führt, wie Seubert im Anschluss an Leo Strauss betont, auf das sokratische Grundproblem des Lebens und Überlebens philosophisch freien Denkens im politischen Raum. Normativität und Deskriptivität sollen sich dabei verbinden. Die alteuropäischen politischen Philosophien sind nach wie vor prägend, müssen aber in Strukturanalysen und Ideologiekritiken weitergeschrieben werden. Die globale Welt zeigt Seubert zufolge erstmals in concreto eine geeinte Menschheit, auf die Kant und Husserl bereits zielten. Diesem Blick trägt er auch in seiner Weltphilosophie. Ein Entwurf (2016) Rechnung.
Den Veränderungen des Digitalen Zeitalters widmete sich seine Monographie Die Revolution von Polis und Seele (2019). Die digitale Welt fordert Erweiterungen im ethischen Habitus und in Denk-Fähigkeiten. Der Mensch müsse nicht imitieren, was die Maschine besser kann. Doch durch sein verknüpfendes, kritisches, mehrpoliges Denken, seine Korrespondenzfähigkeit könne er auf neue Weise zum homo humanus werden. Dies werde in Politik, Technologie und Bildung übersehen. Rückgriffe auf mehrwertige Logik, etwa auf Gotthard Günther, spielen dabei eine besondere Rolle.
Die umfangreichen Monographien zu Platon (2017) und Heidegger (2019) legte er in Neubelichtung und Vertiefung der Sujets seiner Promotions- und Habilitationsschrift vor. Er sieht bei beiden Denkern epochale Weichenstellungen.
Die Korrespondenz zu Kunst, Design, Psychologie ist für Seubert seit fast drei Jahrzehnten wesentlich und in gemeinsamen Seminaren dokumentiert.
Die enge Kooperation mit der Schriftstellerin, Philosophin und Regisseurin Kristina Schippling zielt seit 2021 darauf ab, das Denken wieder auf den Marktplatz und zu den existentiellen Fragen zu bringen.
Seit 2022 führt er nach dem Tod seines Vaters Helmut (1935–2021) den Verlag unter dem Titel edition exaiphnes im Helmut Seubert Verlag weiter. Erschienen sind bis jetzt u. a. Bücher von Harald Haarmann, Rolf Gröschner, Herwig Birg. Der Verlag hat eine wissenschaftliche und eine literarische Reihe.

## Werke

### Monographien
- Zwischen erstem und anderem Anfang. Heideggers Auseinandersetzung mit Nietzsche und die Sache seines Denkens. Böhlau, Köln 2000, ISBN 3-412-14099-6.
- Polis und Nomos. Untersuchungen zu Platons Rechtslehre. Duncker & Humblot (Philosophische Schriften 57), Berlin 2005, ISBN 3-428-11307-1.
- Spekulation und Subjektivität. Studien zur Philosophie des deutschen Idealismus. Kovac, Hamburg 2003, ISBN 3-8300-0708-6.
- Geschichtszeichen zwischen den Zeiten. Studien zur Epochengeschichte von 1770 bis 2000. Kovac, Hamburg 2005, ISBN 3-8300-2054-6.
- Nicolaus Cusanus interkulturell gelesen (IKB Band 90), Verlag Traugott Bautz, Nordhausen 2005, ISBN 978-3-88309-267-6.
- Interkulturelle Phänomenologie bei Heinrich Rombach, (IKB Band 94), Verlag Traugott Bautz, Nordhausen 2005, ISBN 978-3-88309-271-3.
- Max Weber interkulturell gelesen (IKB Band 101), Verlag Traugott Bautz, Nordhausen 2006, ISBN 978-3-88309-279-9.
- Schelling interkulturell gelesen (IKB Band 112), Verlag Traugott Bautz, Nordhausen 2006, ISBN 3-88309-297-5.
- Religion. Eine philosophische Einführung. Fink (UTB Profile 3279), München 2009, ISBN 978-3-8252-3279-5.
- Zwischen Sozialismus und Liberalismus. Politik und Moral im 21. Jahrhundert. Resch, Gräfelfing 2011.
- Was wir wollen können. Bürgerliche Identität im 21. Jahrhundert. Verlag Inspiration Un Limited, London/Hamburg 2011, ISBN 978-3-9812110-3-0.
- Europa ohne Christentum? Woraus wir im 21. Jahrhundert leben können. MediaKern-Verlag, Friesenheim-Schuttern 2012, ISBN 978-3-8429-1003-4.
- HEITERE NACHT. Edith Stein: Praecepta Europae (Band 1 der Reihe Colloquia Bonhoefferiana Posnaniensia, hrsg. von Malgorzata Grzywacz), Kovac, Hamburg 2012, ISBN 978-3-8300-6750-4.
- Zwischen Religion und Vernunft. Vermessung eines Terrains. Nomos, Baden-Baden 2013, ISBN 978-3-8487-0351-7 (Inhaltsverzeichnis online; PDF; 325 kB).
- Vergewaltigung der menschlichen Identität – Über die Irrtümer der Gender-Ideologie, Manfred Spreng – Harald Seubert (Hrsg.: Andreas Späth). Logos Editions, Ansbach, 2014, ISBN 978-3-9814303-9-4.
- Krieg und Frieden – und darüber hinaus. Verlag Andreas Mascha, München 2014, ISBN 978-3-924404-56-7 (Inhaltsverzeichnis online).
- „Auch wer zur Nacht geweinet“. Jochen Klepper (1903–1942). Eine Vergegenwärtigung. mediaKern, Wesel 2014, ISBN 978-3-8429-1305-9.
- Einfach Christ sein. Das Original und seine Fälschungen. mediaKern, Wesel 2014, ISBN 978-3-8429-1004-1.
- Gesicherte Freiheiten. Eine politische Philosophie für das 21. Jahrhundert. Nomos, Baden-Baden 2015, ISBN 978-3-8487-1682-1.
- Ästhetik – Die Frage nach dem Schönen. Verlag Karl Alber, Freiburg 2015, ISBN 978-3-495-48721-1 (Inhaltsverzeichnis online).
- Matthias Claudius (1740–1815). Der Bote des christlichen Glaubens. mediaKern, Wesel 2015, ISBN 978-3-8429-1306-6.
- mit Manfred Riedel: Einführung in die Philosophie. Böhlau, Weimar 2015, ISBN 978-3-8252-4424-8.
- Was ist der Mensch?. Patrimonium-Verlag, Aachen 2015, ISBN 978-3-86417-039-3.
- Philosophie. Was sie ist und sein kann. Schwabe, Basel 2015, ISBN 978-3-7965-3435-5.
- Weltphilosophie. Ein Entwurf. Nomos, Baden-Baden 2016, ISBN 978-3-8487-2799-5.
- Irrtümer in der Gemeinde Gottes. Wie der Zeitgeist den evangelischen Glauben verfremdet, Resch, Gräfelfing, 2017, ISBN 978-3-935197-84-7.
- Platon: Anfang, Mitte und Ziel der Philosophie, Karl Alber, Freiburg, 2017, ISBN 978-3-495-48873-7.
- Der Frühling des Missvergnügens. Eine Intervention, Ergon-Verlag, Baden-Baden, 2018, ISBN 978-3-95650-388-7.
- Am Dach Europas. Erinnerungsbilder aus dem Hohen Engadin, Ergon-Verlag, Baden-Baden, 2018, ISBN 978-3-95650-461-7.
- Heidegger – Ende der Philosophie oder Anfang des Denkens. Karl Alber, Freiburg/Br., München, 2019, ISBN 978-3-495-49052-5.
- Digitalisierung. Die Revolution von Seele und Polis, Academia bei Nomos, Baden-Baden, 2019, ISBN 978-3-89665-841-8.
- Heidegger-Lexion, utb/Finkverlag, Stuttgart, 2021, ISBN 978-3-8252-5411-7
- In Corona verstrickt. Aus dem ABC der Gegenwart – Eine Fibel, Mit vierzehn Zeichnungen von Andreas Junge (als Privatdruck), Köln, 2021
- Philosophiegeschichte des 20. Jahrhunderts. Das Strahlen im Zeichen triumphalen Unheils. Academia, Baden-Baden, 2021, ISBN 978-3-89665-928-6
- mit Kristina Schippling: Bewusstseinssprung. Im Raum von Selbst und Welt. Schwabe, Basel, Berlin, 2021, ISBN 978-3-7965-4480-4
- mit Kristina Schippling: Zwischen Frau und Mann. Ein Dialog über Geschlechteridentitäten und -differenzen. Schwabe, Basel, 2023, ISBN 978-3-7965-4751-5

### Herausgeberschaft
- Natur und Kunst in Nietzsches Denken. Böhlau, Köln 2002, ISBN 3-412-09502-8.
- Heideggers Zwiegespräch mit dem Deutschen Idealismus. Böhlau, Köln 2003, ISBN 3-412-09602-4.
- Zwischen Philosophie, Medizin und Psychologie. Heidegger im Dialog mit Medard Boss (mit Manfred Riedel und Hanspeter Padrutt). Böhlau, Köln 2003, ISBN 3-412-04003-7.
- Walter Falk: Wissen und Glauben um 2000. Zu einer weltbewegenden Problematik und ihrer Herkunft. Schöningh, Paderborn 2003, ISBN 3-506-72330-8.
- Geschichte in Wissenschaft und Politik. Festschrift für Michael Stürmer zum 65. Geburtstag (mit Ulrich Schlie und Eckart Conze). Nomos, Baden-Baden 2003, ISBN 3-8329-0363-1.
- Verstehen in Wort und Schrift. Europäische Denkgespräche für Manfred Riedel. Böhlau, Köln 2004, ISBN 3-412-17503-X.
- Die Auflösung des abendländischen Subjekts und das Schicksal Europas (mit Beatrix Vogel). Buch & Media, München 2005, ISBN 3-86520-120-2.
- Tamen! Gegen den Strom. Günter Rohrmoser zum 80. Geburtstag (mit Rolf Peter). Neinhaus, Stuttgart 2007, ISBN 978-3-87575-027-0.
- Günter Rohrmoser: Kulturrevolution in Deutschland. Philosophische Interpretationen der geistigen Situation unserer Zeit. Resch, Gräfelfing 2008, ISBN 978-3-935197-91-5.
- Günter Rohrmoser: Glaube und Vernunft am Ausgang der Moderne. Hegel und die Philosophie des Christentums. EOS, St. Ottilien 2009, ISBN 978-3-8306-7361-3.
- Manfred Riedel: Bürgerliche Gesellschaft. Eine Kategorie der klassischen Politik und des modernen Naturrechts. (zusammen mit Friedemann Sprang), Steiner, Wiesbaden 2011.
- Manfred Riedel: Vorspiele zur ewigen Wiederkunft. Nietzsches Grundlehre. (Mit einer Einleitung herausgegeben von Harald Seubert, unter Mitarbeit von Friedemann Sprang), Collegium Hermeneuticum Band 14, Böhlau, Köln 2012, ISBN 978-3-412-20939-1.
- Klaus Hornung: Vernunft im Zeitalter der Extreme. Die konservative Position. (Mit einer Einleitung herausgegeben von Harald Seubert), VTR, Nürnberg 2012, ISBN 978-3-941750-85-2.
- mit G. Schultz und S. Leuenberger: Grenzüberschreitung. Christlicher Glaube im Gespräch mit Philosophie und Weltreligionen. LIT, Münster 2013, ISBN 978-3-643-80149-4.
- Mission und Transformation. Beiträge zu neueren Debatten in der Missionswissenschaft, Studien zu Theologie und Bibel 12, LIT, Münster 2015, ISBN 978-3-643-80197-5.
- mit Jacob Thiessen: Die Königsherrschaft Jahwes. Festschrift zur Emeritierung von Herbert H. Klement, Studien zu Theologie und Bibel 13, LIT, Münster 2015, ISBN 978-3-643-80199-9.
- mit Reiner Andreas Neuschäfer: Reformation gegen Deformation in der Kirche. Ausgewählte Aufsätze, Vorträge und Gutachten. Festschrift für Reinhard Slenczka zum 85. Geburtstag, Neues und Altes 4, Freimund, Neuendettelsau 2016, ISBN 978-3-946083-02-3.
- unter Mitarbeit von Werner Neuer: Adolf Schlatter. Das Verhältnis von Theologie und Philosophie I, Die Berner Vorlesung (1884): Einführung in die Theologie Franz von Baaders, Stuttgart 2016, ISBN 978-3-7668-4385-2.
- mit Klaus Neugebauer: Auslegungen. Von Parmenides bis zu den Schwarzen Heften, Schriftenreihe der Martin-Heidegger-Gesellschaft, Band 11, Karl Alber, Freiburg, 2017, ISBN 978-3-495-48940-6.
- gemeinsam mit Marcus Knaup, unter Mitarbeit von Hanna-Barbara Gerl-Falkovitz, Martin Hähnel und René Rasche: Edith Stein-Lexikon, Herder, Freiburg, 2017, ISBN 978-3-451-34550-0.
- mit Sven Grosse: Radical Orthodoxy. Eine Herausforderung für Christentum und Theologie nach der Säkularisierung, Evangelische Verlagsanstalt, Leipzig, 2017, ISBN 978-3-374-04859-5
- Orte des Denkens, (hrsg.). Verlag Traugott Bautz, Nordhausen 2017, ISBN 978-3-95948-233-2.
- Neunzig Jahre 'Sein und Zeit'. Die fundamentalontologische Frage nach dem Sinn von Sein, Alber, Freiburg(Br.)/München, 2019, ISBN 978-3-495-49039-6
- gemeinsam mit Werner Neuer: Adolf Schlatter, Wesen und Quellen der Gotteserkenntnis, hrsg., eingeleitet und kommentiert, Calwer Verlag, Calw, 2019, ISBN 978-3-7668-4497-2.
- Adolf Schlatter, Die philosophische Arbeit seit Cartesius, mit einer Einleitung hrsg., Calwer Verlag, Calw, 2019, ISBN 978-3-7668-4505-4.
- Restriktion in der Wissenschaft und das Wagnis des Neuen, (hrsg. zusammen mit Hamid Reza Yousefi). Verlag Traugott Bautz, Nordhausen 2020, ISBN 978-3-95948-497-8.
- Lucius Annaeus Seneca. Ein Weltbegriff der Philosophie. Historische und systematische Perspektiven. Sonderheft Aufklärung und Kritik 1/2021.28. Jahrgang, ISSN 0945-6627
- mit Klaus Neugebauer und Manuela Massa: „…wo aber Gefahr ist…“ Heidegger und die Philosophie der planetarischen Technik. Karl Alber, Freiburg/Br., München 2021, ISBN 978-3-495-49183-6
- mit Fabian F. Grassl und Daniel von Wachter: Ist Theologie eine Wissenschaft?, Evangelische Verlagsanstalt, Leipzig 2022, ISBN 978-3-374-07243-9.[28]
- mit Andreas Mascha: Integrale Anthropologie, Band 1: Grundlagen, Verlag Andreas Mascha, München 2022, ISBN 978-3-924404-65-9.
- mit Andreas Mascha: Integrale Anthropologie, Band 2: Person und Freiheit, Verlag Andreas Mascha, München 2025, ISBN 978-3-924404-66-6.

### Audios und Videos
- ÄSTHETIK. 14 Vorlesungen zur Ästhetik und Philosophie der Kunst von der Antike bis zur Hypermoderne. Audio-Book, Verlag Andreas Mascha, München 2013, ISBN 978-3-924404-55-0 (Auszüge online).
- Politische Philosophie. Von der Antike bis zur Gegenwart. Audio-Book, Verlag Andreas Mascha, München 2016, ISBN 978-3-924404-57-4 (Auszüge online).